# Grand Prix (Musiklabel)
Grand Prix ist ein französisches Plattenlabel das von Fab G. im Jahr 2000 gegründet wurde. Heute zählt es mit zu den bedeutendsten French-House-Labels weltweit. Ausschließlich wurden 12"-Schallplatten als Tonträger genutzt. Fab G., Drexxel, DJ Nekbath und Elesse (Sébastien Léger) sind die wichtigsten Produzenten die auf Grand Prix veröffentlichten. Seit 2003 gab es kein weiteres Release von diesem Label.

## Diskografie

### Singles (Vinyl)
| CAT-Nr.        | Titelname                                                 | Jahr |
| -------------- | --------------------------------------------------------- | ---- |
| Grand Prix 001 | Fab G. - Bust The Vibes / Feelings                        | 2000 |
| Grand Prix 002 | DJ Nekbath - Feel It                                      | 2000 |
| Grand Prix 003 | Sébastien Léger - Midnight In Galaxy / Diametrik Acidness | 2000 |
| Grand Prix 004 | Fab G. - Frenchy Frenzy                                   | 2000 |
| Grand Prix 005 | Fab G. - Zombie Stereo                                    | 2001 |
| Grand Prix 006 | DJ Nekbath - Strange Days EP                              | 2001 |
| Grand Prix 007 | Drexxel - Teenage Radiation EP                            | 2001 |
| Grand Prix 008 | Kiko - Video Life                                         | 2002 |
| Grand Prix 009 | Alexander East - Tears                                    | 2002 |
| Grand Prix 010 | Elesse - P.Y.T. (Pretty Young Thing)                      | 2001 |
| Grand Prix 011 | The Velours Brothers - Disco Noir EP                      | 2002 |
| Grand Prix 012 | Drexxel - A Man Called Drexxel                            | 2003 |

### Alben (Vinyl)
| CAT-Nr.              | Titelname              | Jahr |
| -------------------- | ---------------------- | ---- |
| Grand Prix LP2002-01 | Drexxel - True Romance | 2003 |